# Procel·làrids
Els procel·làrids (Procellariidae) són una família d'ocells de vida pelàgica que pertany a l'ordre dels procel·lariformes (Procellariiformes).

## Descripció
Totes les espècies tenen unes fosses nasals tubulars situades sobre el bec. De grandària variable, fan 26 – 87 cm de llargària (segons l'espècie) i un pes de 130 g – 4 kg. Llargues ales, amb una envergadura màxima de 2 metres. El plomatge de moltes espècies pot ser negre, bru o gris amb blanc. Unes poques són completament clares o fosques.
La veu es limita sovint a una cacofonia nocturna a les colònies.

## Hàbitat i distribució
Viuen en alta mar i exploten una gran varietat de recursos alimentaris arreu dels oceans de tot el món, amb una major diversitat a l'hemisferi meridional.

## Alimentació
S'alimenten de peixos, calamars, plàncton i deixalles dels pesquers. Totes les espècies es desplacen llargues distàncies.

## Reproducció
Els procel·làrids es reprodueixen en colònies, a les que tornen tots els anys per a pondre els ous a la mateixa illa, formant parelles normalment monògames per vida. Les femelles ponen un únic ou cada temporada, que coven per 43 – 60 dies, molt més temps que altres aus.
Algunes espècies tenen poblacions de milions de parelles reproductores, mentre altres ajunten només 200 individus. Algunes espècies, com els fulmars s'han explotat per segles per a obtenir oli o menjar la seva carn. Les espècies que tenen unes àrees de nidificació restringides a unes poques illes, es poden veure amenaçades per la introducció de depredadors que maten els adults o els pollets. També es veuen amenaçats pels palangres.

## Taxonomia
Tradicionalment les espècies d'aquesta família s'han inclòs a l'ordre dels Procel·lariformes, però en la taxonomia de Sibley-Ahlquist (1990, 1993), que basada en les tècniques d'hibridació d'ADN, es van incloure a l'ordre dels ciconiformes, quedant aquestes famílies reduïdes a subfamílies.
Segon els estudis de Sibley i Ahlquist la separació de les quatre famílies dels Procel·lariformes es va produir fa 30 milions d'anys.
Els procel·làrids contenen clàssicament les espècies d'aus amb noms vulgars com els de fulmars, petrells, prions o baldrigues. En la classificació de Sibley-Ahlquist, s'inclouen de vegades els membres de les altres famílies de l'ordre, diomedeids, hidrobàtids i pelecanòidids.
Avui, en general, s'ha tornat a la classificació tradicional. Es descriuen 15 gèneres:
- Gènere Macronectes, amb dues espècies.
- Gènere Fulmarus, amb dues espècies.
- Gènere Thalassoica, amb una espècie: el petrell antàrtic (Thalassoica antarctica).
- Gènere Daption, amb una espècie: petrell del Cap (Daption capense).
- Gènere Pagodroma, amb una espècie: el petrell de les neus (Pagodroma nivea).
- Gènere Halobaena, amb una espècie: el petrell blau (Halobaena caerulea).
- Gènere Pachyptila amb 7 espècies.
- Gènere Aphrodroma, amb una espècie: el petrell de les Kerguelen (Aphrodroma brevirostris).
- Gènere Pterodroma, amb 35 espècies.
- Gènere Pseudobulweria, amb 4 espècies.
- Gènere Procellaria, amb 5 espècies.
- Gènere Calonectris, amb 4 espècies.
- Gènere Puffinus, amb 18 espècies.
- Gènere Ardenna, amb 7 espècies.
- Gènere Bulweria, amb tres espècies.